# Échec mortel

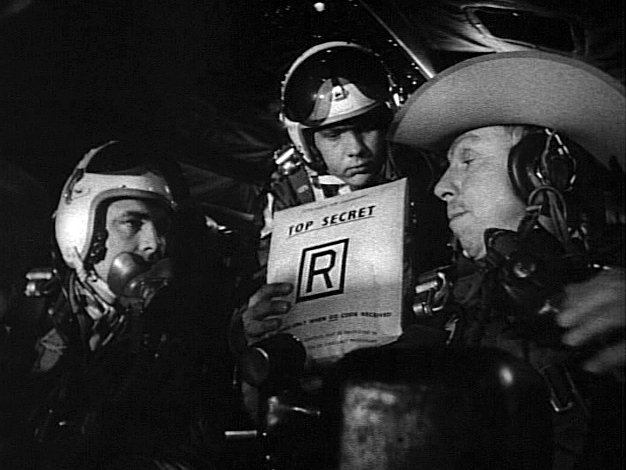
Image extraite du film Docteur Folamour, de Stanley Kubrick - 1964 - Le capitaine « Ace » Owens (Shane Rimmer), le lieutenant Dietrich (Frank Berry) et le major T. J. « King » Kong (Slim Pickens) sur le point d'ouvrir Wing Attack Plan R. -

L’échec mortel (de l'anglais « fail-deadly ») est un concept qui, dans une stratégie militaire nucléaire, encourage la dissuasion en garantissant une réaction immédiate, automatique et accablante à une attaque, même s’il n’y a personne pour déclencher de telles représailles. Le terme fail-deadly (échec mortel) a été inventé pour contraster avec fail-safe (mode dégradé).

## Usage militaire
L’échec mortel est un exemple de stratégie de seconde frappe. Dans le cadre de la dissuasion nucléaire, les politiques et procédures contrôlant la frappe de représailles autorisent le lancement même si la structure de commandement et de contrôle existante a déjà été neutralisée par une première frappe. L’efficacité dissuasive d’un tel système dépend manifestement de la connaissance préalable d’autres pays dotés de l’arme nucléaire. L'Union soviétique a utilisé un système infaillible appelé « Main Morte » (nom de code « Perimeter »), il n'est pas certain que la Russie l'utilise encore.
L'échec mortel peut faire référence à des composants technologiques spécifiques ou au système de contrôle dans son ensemble. Les politiques sans faille du Royaume-Uni délèguent l'autorité aux commandants des sous-marins en cas de perte de contact avec le commandement en utilisant une lettre de dernier recours, garantissant que même lorsque le commandement n'est plus en place, des représailles nucléaires peuvent être exercées.
Voici un exemple de mise en œuvre d’une telle stratégie :
- il est ordonné aux sous-marins porteurs de missiles balistiques de faire surface périodiquement pour recevoir des communications indiquant qu’aucun changement n’est survenu dans l’état de la défense. Si les sous-marins n'étaient pas en mesure de recevoir les signaux de commandement et de contrôle appropriés indiquant les conditions normales en temps de paix, leurs ordres seraient de lancer leurs missiles nucléaires en supposant que les structures de commandement et de contrôle avaient été détruites lors d'une attaque nucléaire et que des mesures de rétorsion étaient donc nécessaires. Tous les moyens de vérification disponibles et toutes les précautions d'usage seraient naturellement appliqués. Cette approche est évidemment extrêmement dangereuse pour diverses raisons. La stratégie vise à dissuader tout adversaire potentiel d’attaquer les réseaux de commandement, de contrôle, de communication et les réseaux informatiques.

L’échec mortel est également associé à des représailles massives, une stratégie de dissuasion qui garantit que la contre-attaque sera menée à une plus grande échelle que l’attaque initiale.
L’interrupteur « homme mort » peut être utilisé comme instrument, par exemple un interrupteur qui doit être maintenu constamment pour empêcher le déclenchement d'un explosif. Cela garantirait qu'un attentat suicide ne soit pas empêché en tuant la personne qui a la bombe.